# Jokkaiči (Mie)
Jokkaiči (japonsky 四日市市; Jokkaiči-ši, doslovně Trh čtvrtého dne) je japonské město v prefektuře Mie. Je položeno v severní části prefektury, na východě severního břehu zálivu Ise (伊勢湾). Starostou města je od roku 2016 Tomohiro Mori (森 智広, * 1978).
V roce 2016 mělo město 310 732 obyvatel a celkovou rozlohu 206,44 km² (průměrná hustota obyvatel je 1510/km²).

## Zeměpis
Městem protékají řeky Asakegawa (朝明川), Kaizógawa (海蔵川), Mitakigawa (三滝川), Tenpakugawa (天白川), Kabakegawa (鹿化川), Suzukagawa (鈴鹿川) a množství jejich přítoků a jiných drobných říček. Mezi Jokkaiči a 50 km vzdáleným jezerem Biwa je pohoří Suzuka.

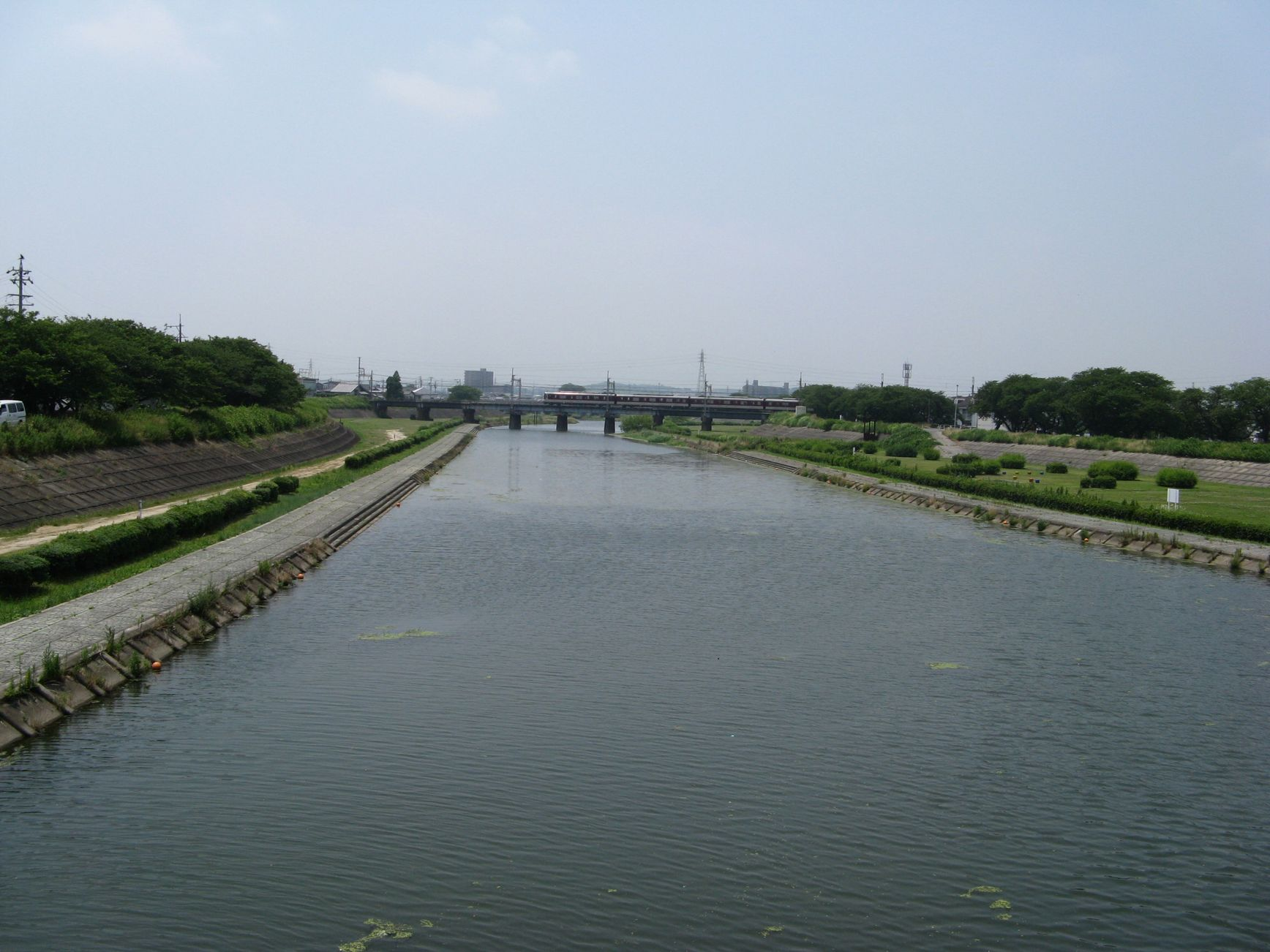
Řeka Kaizógawa (海蔵川) v Jokkaiči

### Městské čtvrti (地区)
Vzhledem k tomu, že názvy částí města jsou odvozeny od původních samostatných sídel, používá se pro ně místo klasického názvu čtvrť (区 [ku]) název 地区 [čiku] - pomístní čtvrť. Město se skládá z celkem 24 pomístních čtvrtí.
- Tomisuhara (富洲原地区), rozloha: 2,04 km²; k roku 1889 zde byla ves Tomisuhara (富洲原村; vznikla spojením tří původních vesnic), od roku 1896 povýšena na městys (pod správou okresu Mie), v roce 1941 připojena k městu. Leží na břehu zálivu Ise, ve východní části města, při Tomisuharském vodním kanálu, je zde přístav.
- Tomida (富田地区), rozloha: 4,41 km²; leží ve východní části města, ale západněji od Tomisuhary.
- Ójači (大矢知地区), rozloha: 6,89 km²
- Jasato (八郷地区), rozloha: 10,21 km²
- Šimono (下野地区), rozloha: 7,57 km²
- Hobo (保々地区), rozloha: 10,86 km²
- Hazu (羽津地区), rozloha: 7,57 km²
- Kjóhoku (橋北地区), rozloha: 2,62 km²
- Kaizó (海蔵地区), rozloha: 3,65 km²
- Mie (三重地区), rozloha: 11,83 km²
- Agata (県地区), rozloha: 11,25 km²
- Čúbu (中部地区), rozloha: 6,54 km²
- Tokiwa (常磐地区), rozloha: 4,89 km²
- Kanzaki (神前地区), rozloha: 7,4 km²
- Kawašima (川島地区), rozloha: 7,89 km²
- Sakura (桜地区), rozloha: 12,02 km²
- Šiohama (塩浜地区), rozloha: 7,44 km²
- Hinaga (日永地区), rozloha: 7,23 km²
- Jogó (四郷地区), rozloha: 8,4 km²
- Ojamada (小山田地区), rozloha: 18,83 km²
- Siuzawa (水沢地区), rozloha: 19,83 km²
- Kawarada (河原田地区), rozloha: 5,32 km²
- Ucube (内部地区), rozloha: 12,31 km²
- Kusu (楠地区), rozloha: 7,76 km²

## Školství a kultura

### Vysoké školy
- Dvě Univerzity
  - Univerzita Jokkaiči
  - Univerzita medicíny a zdravotní péče v Jokkaiči
- Dvě Univerzity s kratší dobou studia
  - Univerzita Jokkaiči - nástavbová kolej (anglicky Yokkaichi University Junior College)
  - Jokkaičiská fakulta Humanitní nástavbové koleje - Univerzita Nagoja
- Jedna speciální odborná oborová škola
- Vyšší střední školy
  - 10 škol pod správou prefektury
  - 5 privátních škol
- Střední školy
  - 22 škol pod správou města
  - 3 privátní školy
- Základní školy
  - 38 škol pod správou města
  - 1 privátní škola
- Zvláštní školy (školy pro handicapované)
  - 4 veřejné školy
- Různé školy
  - 1 Jokkaičiská korejská škola (základní + střední)